# Myślidar
Myślidar – staropolskie imię męskie, złożone z członów Myśli- ("myśleć") i -dar ("upominek, dar, ofiara"). Być może oznaczało "tego, który myśli o ofierze" albo "o darach".
Myślidar imieniny obchodzi 31 marca.